# Anders Clausén
Carl Anders Clausén, född 4 februari 1904 i Piteå, död 8 december 1975 i Göteborgs Vasa församling, Göteborg, var en svensk konstnär.
Han var son till fabrikören Nils Arvid Clausén och Jenny Viktoria Grahn samt gift 1930-1946 med Anna Maria Hedvig Vestin.
Clausén studerade vid Althins målarskola 1922-1924 och i Paris vid Maison Watteau 1927-1928 samt Académie Colarossi 1929 och under studieresor till bland annat Norge, Danmark och Palma de Mallorca. Han har ställt ut separat i flera landsortsstäder och han medverkade i utställningar med Sveriges allmänna konstförening.
Hans konst består av figursaker, blomsterstilleben och gatumotiv ofta från franska småstäder.